# Дагни (фильм)
«Дагни» (пол. Dagny) — польско-норвежский художественный фильм-биография, драма 1976 года.

## Сюжет
Фильм представляет жизнь норвежской писательницы, пианистки и переводчицы Дагни Юль (1867—1901). Она была музой Эдварда Мунка и женой Станислава Пшибышевского, знала Стриндберга, Гамсуна, Ибсена и много других известных творцов и интеллектуалов прекрасной эпохи. Любило её без взаимности много артистов. Один из несчастно влюблённых мужчин убил её и себя в Тифлисе 5 июня 1901 года.

## В ролях
- Лисе Фьельстад — Дагни Юль (Пшибышевская)
- Даниэль Ольбрыхский — Станислав Пшибышевский, польский писатель
- Пер Оскарссон — Август Стриндберг, шведский писатель
- Нильс Оле Офтебро — Эдвард Мунк, норвежский живописец
- Мацей Энглерт — Станислав Кораб-Бжозовский, польский поэт
- Ольгерд Лукашевич — Владислав Эмерик, сын керосинового магната
- Клаус Герке — Хольгер Драхман, датский писатель
- Регине Альбрехт — жена Хольгера Драхмана
- Одд Ян Сандсдален — Сигбьёрн Обстфеллер, норвежский писатель
- Берко Аккер — Карл Шлейх, немецкий хирург, живописец, поэт
- Пертти Роиско — Адольф Пауль, финско-шведский писатель
- Ежи Цнота — Францишек Флаум, польский скульптор
- Анджей Бушевич — член редакции «Gazeta Robotnicza» в Берлине
- Ежи Крышак — член редакции «Gazeta Robotnicza» в Берлине
- Хенрик Биста — Антони, брат Пшибышевского
- Анна Колавская — жена брата Пшибышевского
- Эльжбета Каркошка — Марта Фодер, мать ребят Пшибышевского
- Клаус-Петер Тиле — Пауль
- Георг Лёккеберг — Ханс Л. Юль, отец Дагни
- Гериль Хавревольд — Минда Юль, мать Дагни
- Лилианна Рейерсен — Астрид, сестра Дагни
- Герди Шельдеруп — Гудрун, сестра Дагни
- Адольф Бьерке — Отто Блер, норвежский премьер-министр, дядя Дагни
- Вибеке Фальк — Ранди Блер, жена Отто, феминистка, тётка Дагни
- Асбьёрн Томс — Генрик Ибсен, норвежский драматург
- Йо Шёнберг — Йенс Тиис, норвежский историк искусства
- Эрик Хивю — Кнут Гамсун, норвежский писатель
- Александер Фабисяк — Алфред Высоцкий, юрист
- Богуслав Линда — Станислав Серославский, студент санскрита
- Ян Прохыра — Здзислав Габрыельский, поклонник Пшибышевского
- Ежи Бинчицкий — Ян Каспрович, польский поэт
- Барбара Вжесиньская — Ядвига Каспровичова, жена Яна
- Ежи Радзивилович — типограф еженедельника «Życie» в Кракове
- Ян Фрыч — типограф еженедельника «Życie» в Кракове
- Карл-Хайнц Вайс — нотариус
- Збигнев Лесень — Корчыньский, свидетель на бракосочетании Дагни и Пшибышевского
- Мечислав Яновский — свидетель на бракосочетании
- Тадеуш Шанецкий — Моравский, крёстный отец Зенона, сына Дагни и Пшибышевского
- Марек Литевка — мужчина на крестинах Зенона
- Виктор Нановский — священник на похоронах Кораб-Бжозовского
- Лешек Телешиньский — друг Кораб-Бжозовского
- Александер Беднаж — участник выпивки в краковском кафе
- Ингольф Рогде — торговец вин
- Манфред Карге и др.